# ダイハツ・ベスタ
ベスタ（VESTA）は、ダイハツ工業が生産・販売していた小型貨物車である。また、ダイハツ初の四輪自動車である。

## 概要
トヨタ・ダイナの対抗馬として発売。三輪トラックとエンジンを共有し、クラス初のダブルタイヤを採用した。

## 初代（1958年 - 1970年）
- 1958年 -  2トン積発売。搭載エンジンは水冷式V型2気筒1478ccガソリンエンジン。
- 1960年 - 搭載エンジンをFA型4気筒1490ccガソリンエンジンに変更し、V200という新ネーミングが与えられた。
- 1962年 - FB型4気筒1861ccガソリンエンジンにスケールアップし、2270ccDE型ディーゼルエンジン搭載のD200が加わる。
- 1964年 - 初のモデルチェンジを受けキャビンを一新、機種バリエーションが拡大した。FA型（1500cc）の他にFB型（1861cc）やDE型（2270cc）ディーゼルエンジンと３種類のエンジンをラインナップ。V200には全幅1985mmのワイドキャビンが新たに設定されたほか、1490ccエンジン搭載車が復活、1.25トン積がV100として発売された。その後、2433ccエンジンを搭載する3トン積のV300が加わる。
- 1968年 - 1トン積発売。この1トン積がV100のネーミングを引継ぎ、新たに1.5トン積としてV150が加わる。同時にフロントグリルのデザインも変更された。
- 1969年 - ヘッドランプを4灯式に変更。
- 1970年 - デルタの登場に伴い生産終了。

## マイクロバス（1959年 - 1962年、1967年 - 1972年）
ベスタをベースにしたセミキャブオーバーのマイクロバス。ルートバンタイプの14人乗りクラスであった。型式もガソリンエンジン搭載のV200と同じSV20である。
また、後に大きめのボディを採用したライトバスとなるが、14人乗りクラスは1967年頃から再びカタログに載るようになり、しばらくの間生産された。

### DV200N型14人乗りライトバス
ベスタをベースにしたセミキャブオーバーのマイクロバス。当初はベスタ・マイクロバスと名乗っていたが、1960年のカタログでは14人乗りライトバスとなっている。
| 車長    | 車幅    | 乗車定員 | 総排気量 |
| ------- | ------- | -------- | -------- |
| 4,690mm | 1,685mm | 14名     | 1,490cc  |

### SV151N型V100マイクロバス
V100をベースにしたマイクロバス。5ナンバーの小型車クラスで14人乗り。
ベース車のマイナーチェンジに合わせ、1969年にヘッドランプを4灯式に変更。1970年にベース車の後継車種であるデルタの登場に伴い、1.5tのガソリンエンジン車をベースにしたSV16N型にモデルチェンジされた。
| 車長    | 車幅    | 乗車定員 | 総排気量 |
| ------- | ------- | -------- | -------- |
| 4,640mm | 1,690mm | 14人名   | 1,490cc  |